# Blackfjälltjärnen
Blackfjälltjärnen är en sjö i Örnsköldsviks kommun i Ångermanland och ingår i Gideälvens huvudavrinningsområde. Sjön har en area på 0,134 kvadratkilometer och ligger 437,9 meter över havet.

## Delavrinningsområde
Blackfjälltjärnen ingår i det delavrinningsområde (708743-160791) som SMHI kallar för Utloppet av Blackfjälltjärnen. Medelhöjden är 444 meter över havet och ytan är 0,75 kvadratkilometer. Det finns inga avrinningsområden uppströms utan avrinningsområdet är högsta punkten. Vattendraget som avvattnar avrinningsområdet har biflödesordning 6, vilket innebär att vattnet flödar genom totalt 6 vattendrag innan det når havet efter 114 kilometer. Avrinningsområdet består mestadels av skog (77 procent). Avrinningsområdet har 0,13 kvadratkilometer vattenytor vilket ger det en sjöprocent på 17,5 procent.